# Броково
Броково (пол. Brokowo, нім. Brakau) — село в Польщі, у гміні Квідзин Квідзинського повіту Поморського воєводства.
Населення — 182 особи (2011).
У 1975-1998 роках село належало до Ельблонзького воєводства.

## Демографія
Демографічна структура станом на 31 березня 2011 року:
|          | Загалом | Допрацездатний вік | Працездатний вік | Постпрацездатний вік |
| -------- | ------- | ------------------ | ---------------- | -------------------- |
| Чоловіки | 91      | 26                 | 62               | 3                    |
| Жінки    | 91      | 21                 | 53               | 17                   |
| Разом    | 182     | 47                 | 115              | 20                   |